# سهاران‌پور
شهر سهاران‌پور (به انگلیسی: Saharanpur) با جمعیت ۵۲۱٫۰۱۸ نفر در ایالت اوتار پرادش در کشور هند واقع شده‌است.